# Harmatinger Weiher
Der Harmatinger Weiher ist ein kleiner See innerhalb der Gemeinde Egling im bayerischen Oberland etwa fünf Kilometer östlich von Geretsried.
Am Südende des Sees befindet sich ein Gasthaus, ein Parkplatz und eine Badestelle, das restliche Ufer ist größtenteils mit Schilf umschlossen.
Das Gasthaus ist aktuell (Stand August 2019) geschlossen.